# Jiří Jehlička
Jiří Jehlička (* 17. února 1977, Městec Králové), je český manažer a politický aktivista, známý jako organizátor demonstrací proti Jiřímu Paroubkovi.
Tři demonstrace proti Jiřímu Paroubkovi spolupořádal s Janem Šináglem na Václavském náměstí v Praze v červnu 2006 z důvodu údajného růstu moci premiéra Paroubka a porušování základních lidských práv v Česku.
Od roku 2005 provozuje kontroverzní soukromý Centrální registr dlužníků, který od roku 2007 ovládá prostřednictvím společnosti registrované v USA a českých dceřiných společností. V pořadu Reportéři ČT jej Lenka Hadravová charakterizovala jako „muže, který roky pracuje na vytvoření mediální tváře lovce dlužníků“. Stejná reportáž ukazuje, že zmíněný Centrální registr dlužníků obsahoval i seznamy lidí, kteří nikomu nic nedlužili. Kolem 25. října 2010, v návaznosti na medializovaný případ zmizení devítileté Anny Janatkové, Jehlička zveřejnil svůj záměr provozovat od 17. listopadu podobným způsobem i takzvaný Registr pedofilů, který by obsahoval osobní údaje a fotografie osob odsouzených, obviněných nebo podezřelých ze sexuálních deliktů ve vztahu k dětem. Později tento záměr stáhl.
Jehlička se zasloužil o úspěšnou sbírku pro pozůstalé po českolipském hasičovi, jehož usmrtil při zásahu ve vichřici Kyrill spadlý strom.

V jiném případě zas pomohl postiženému chlapci zajistit sbírku na speciálně upravené auto, které mu bylo ukradeno. 
Jiří Jehlička v roce 2014 podal na reprezentačního trenéra Vladimíra Růžičku trestní oznámení pro podezření z korupce a dalších jiných alternativních trestných činů. Policie mu po více než roce dala za pravdu a celá kauza se dostala před soud pro podezření ze zpronevěry, které se měl dopustit při svém působení v HC Slavia Praha.